# Jean Foyer

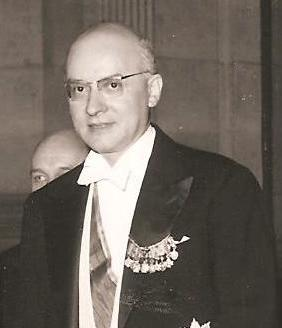
Jean Foyer

Jean Foyer (* 27. April 1921 in Contigné, Département Maine-et-Loire; † 4. Oktober 2008 in Paris) war ein französischer Politiker.

## Leben
Nach dem Schulbesuch studierte er Rechtswissenschaft und wurde später zum Professor für Zivilrecht berufen.
Foyer wurde am 7. März 1959 erstmals zum Abgeordneten der Nationalversammlung gewählt und vertrat dort zunächst bis zum 6. Januar 1963 das Département Maine-et-Loire für die Union pour la Nouvelle République (UNR).
Am 16. April 1962 wurde Foyer von Premierminister Georges Pompidou zum Justizminister in dessen Regierung berufen und behielt dieses Amt bis zum 6. April 1967.
Zuvor wurde er am 5. März 1967 wiederum Abgeordneter der Nationalversammlung und vertrat dort bis 14. Mai 1988 wiederum das Département Maine-et-Loire für die UNR, dann nach Juni 1968 für die Union pour la défense de la République bzw. die Union des Démocrates pour la République (UDR) sowie ab 1976 für die Rassemblement pour la République (RPR).
Am 6. Juli 1972 berief ihn Premierminister Pierre Messmer zum Minister für öffentliche Gesundheit in dessen Kabinett, dem er bis zu seiner Ablösung durch Michel Poniatowski am 6. April 1973 angehörte.
Später wurde Foyer Mitglied der Académie des sciences morales et politiques.

## Schriften
Foyer veröffentlichte juristische Fachbücher auf dem Gebiet des Zivilrechts sowie Bücher zu allgemeinen politischen und historischen Themen wie:
- mit Gérard Cornu: Procédure civile. Presses universitaires de France, Paris 1958.
- Daumier au Palais de Justice. La Colombe, Paris 1958.
- Titre et armes du prince Louis de Bourbon aîné des Capétiens. Diffusion-Université-Culture, Paris 1990.
- Le député dans la société française. Economica, Paris 1991.
- La Ve République. Flammarion, Paris 1995.
- Histoire de la justice. Presses universitaires de France, Paris 1996.
- mit Michel Godet, Jean-Pierre Thiollet, Françoise Thom: La Pensée unique. Le vrai procès. Economica—Jean-Marc Chardon & Denis Lensel Ed., 1998.
- La papauté au XXe siècle. Singer-Polignac Foundation. Cerf, Paris 1999.
- France, qu'ont-ils fait de ta liberté? François-Xavier de Guibert, Paris 1999.
- mit Catherine Puigelier; Le nouveau Code de procédure civile. Economica, Paris 2006.
- mit Sabine Jansen: Sur les chemins du droit avec le Général. Mémoires de ma vie politique — 1944–1988. Fayard, Paris 2006.